# Ож (Арденны)
Ож (фр. Auge) — коммуна во Франции, находится в регионе Шампань — Арденны. Департамент — Арденны. Входит в состав кантона Синьи-ле-Пети. Округ коммуны — Шарлевиль-Мезьер.
Код INSEE коммуны — 08030.
Коммуна расположена приблизительно в 180 км к северо-востоку от Парижа, в 105 км севернее Шалон-ан-Шампани, в 34 км к западу от Шарлевиль-Мезьера.

## Население
Население коммуны на 2008 год составляло 57 человек.
| 1962 | 1968 | 1975 | 1982 | 1990 | 1999 | 2008 |
| ---- | ---- | ---- | ---- | ---- | ---- | ---- |
| 69   | 82   | 72   | 66   | 69   | 69   | 57   |

## Администрация
| Период | Период | Фамилия      | Партия | Должность |
| ------ | ------ | ------------ | ------ | --------- |
| 2001   | 2008   | Андре Трипло |        |           |
| 2008   |        | Жан-Ив Шеван |        |           |

## Экономика
В 2007 году среди 39 человек в трудоспособном возрасте (15—64 лет) 34 были экономически активными, 5 — неактивными (показатель активности — 87,2 %, в 1999 году было 72,5 %). Из 34 активных работали 32 человека (21 мужчина и 11 женщин), безработных было 2 (1 мужчина и 1 женщина). Среди 5 неактивных 0 человек были учащимися или студентами, 2 — пенсионерами, 3 были неактивными по другим причинам.

## Фотогалерея

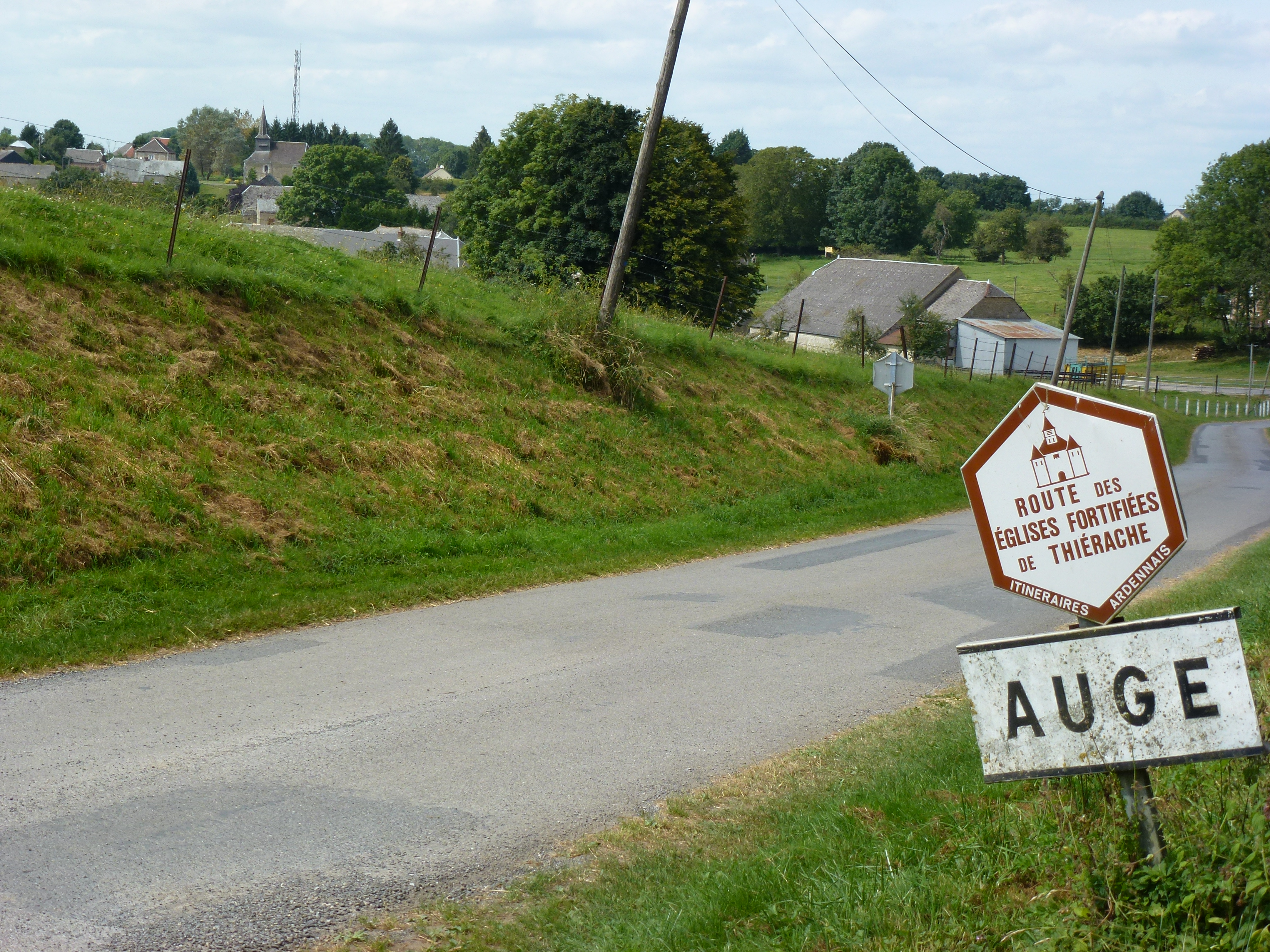
Въезд в Ож
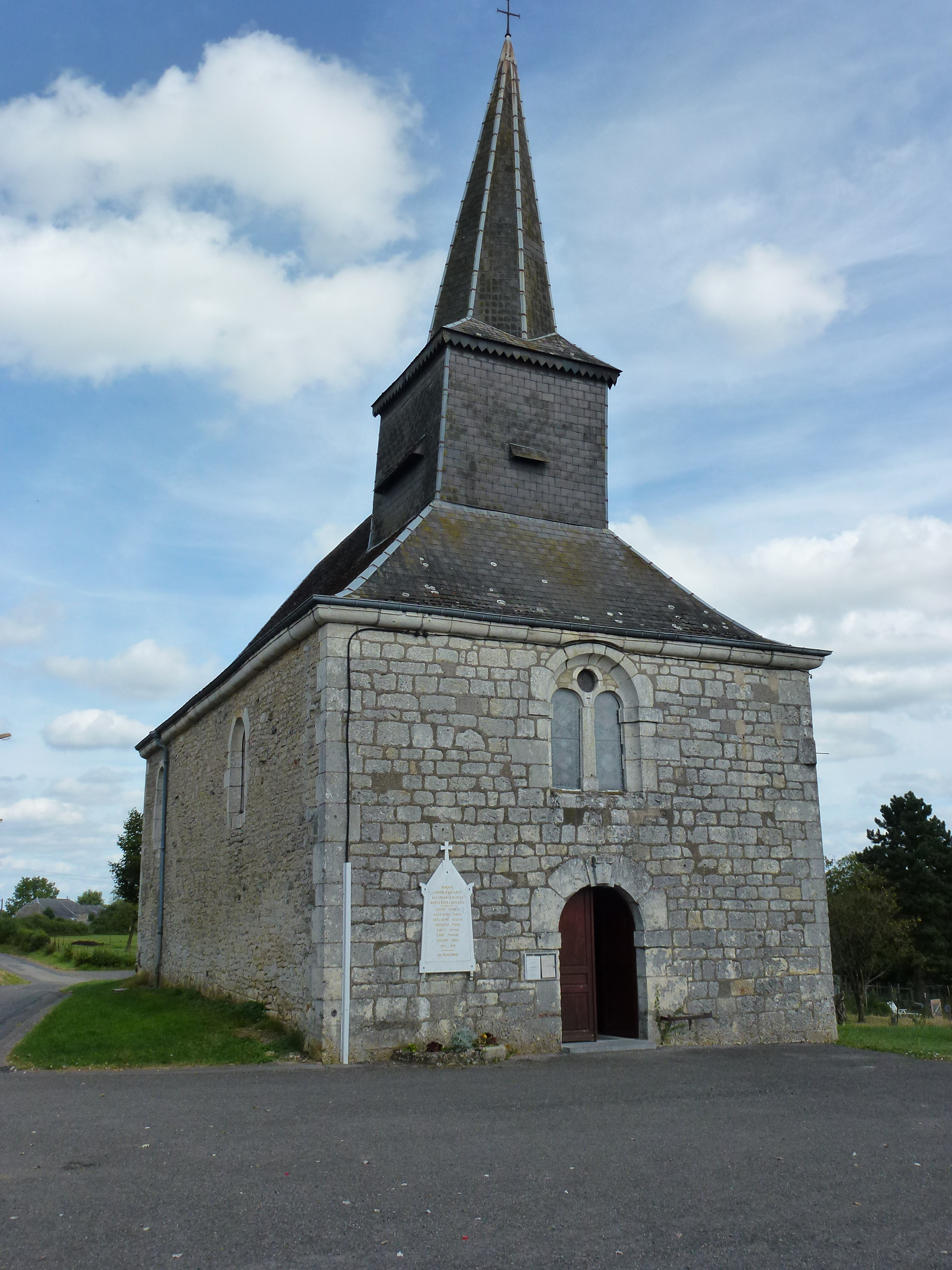
Церковь Сен-Жоржери
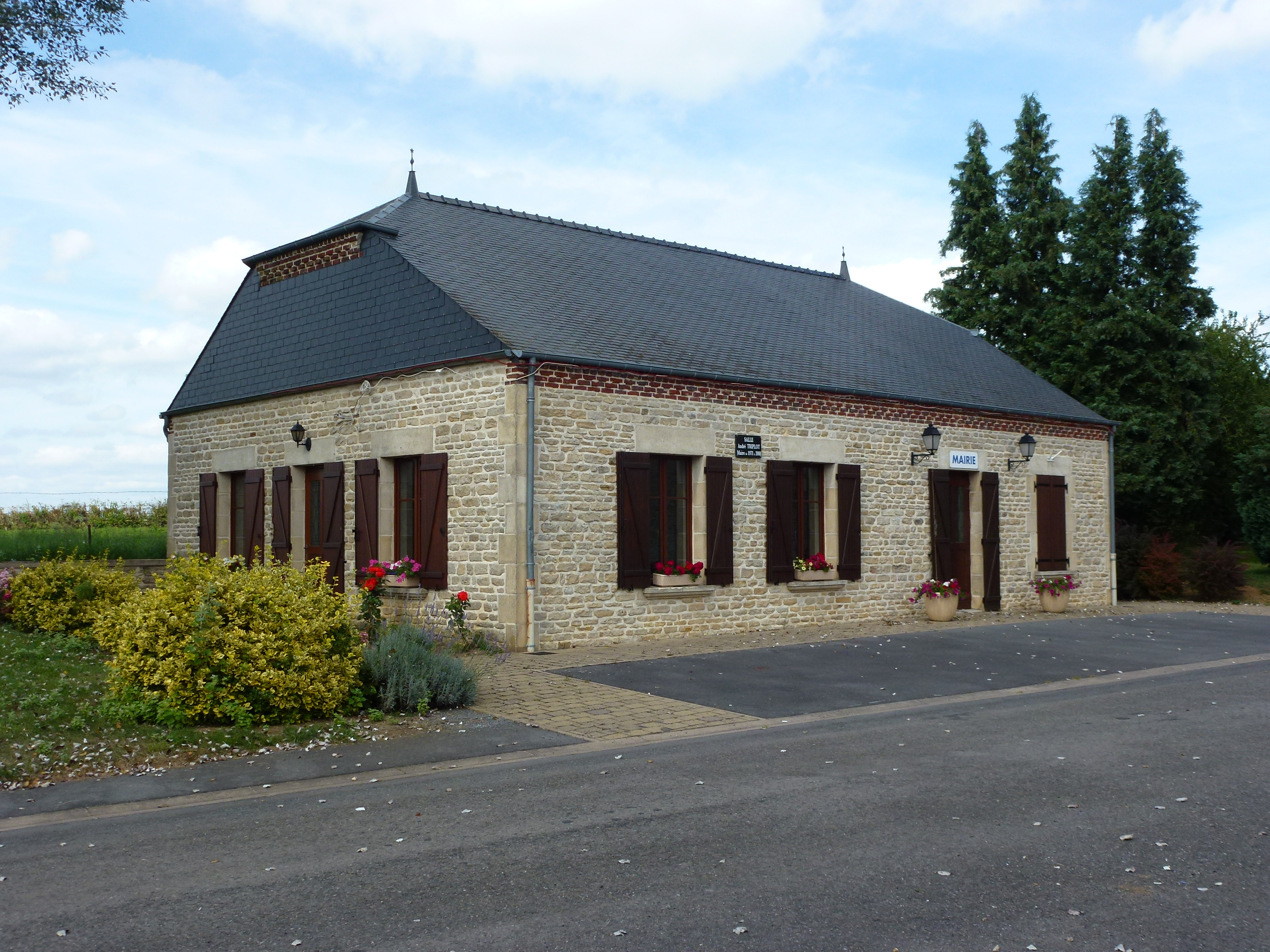
Мэрия
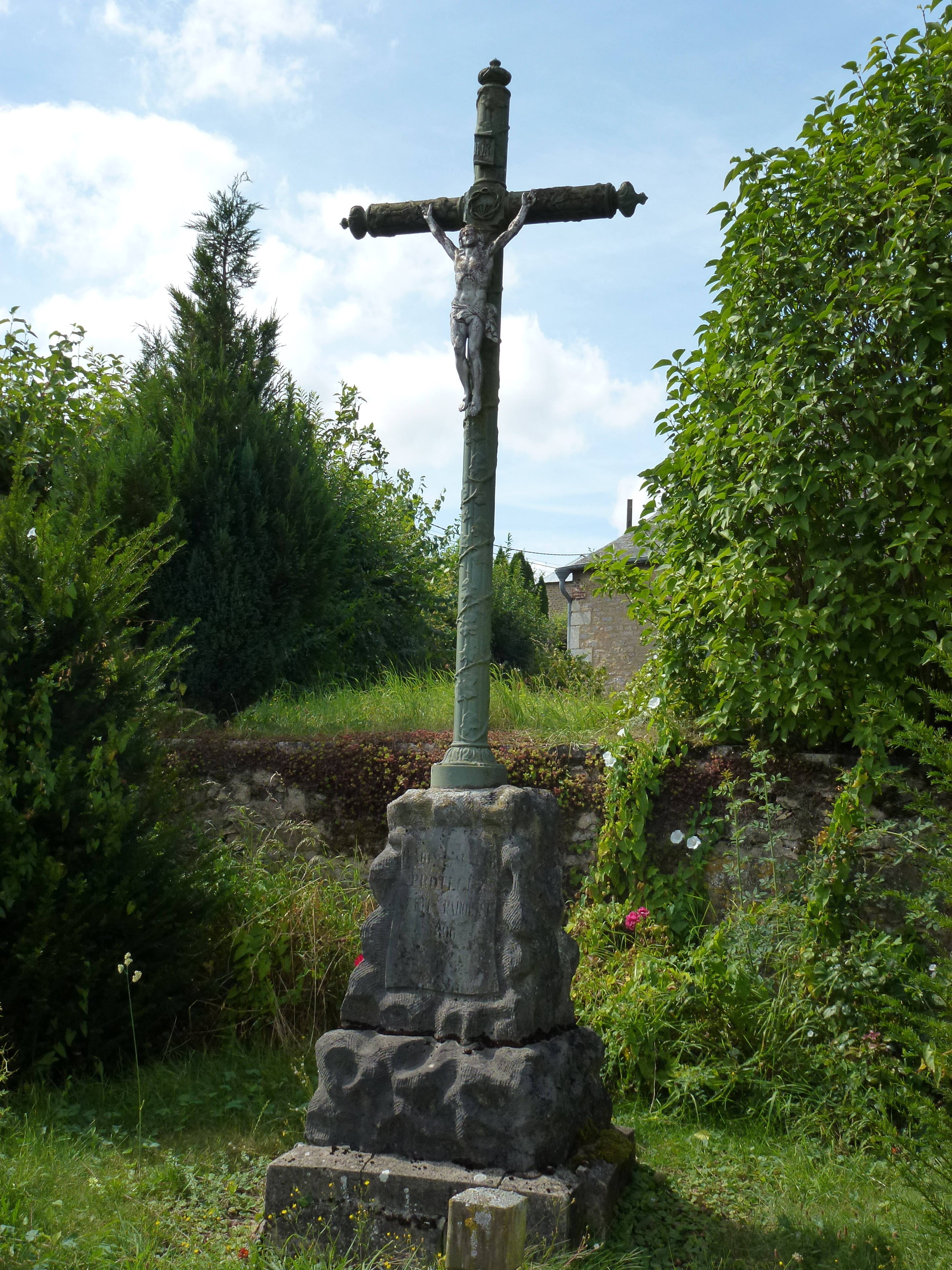
Придорожный крест